# Before the Dawn Heals Us
Before the Dawn Heals Us è il terzo album registrato in studio dal gruppo musicale francese M83. L'album uscì inizialmente in Europa con l'etichetta Gooom, subito dopo negli Stati Uniti sotto l'etichetta Mute e il 14 settembre 2005 in Giappone come Emi Toshiba. Fu il primo album realizzato dopo l'uscita dal gruppo di uno dei due membri fondatori, Nicolas Fromageau. Before the Dawn Heals Us fu anche scelta come una dei Top 100 Editor's Picks di Amazon.com nel 2005.
Dall'album vennero estratti e pubblicati diversi singoli, anche in versione remixata: il doppio A Guitar and a Heart/Safe, Don't Save Us from the Flames, Teen Angst.
Teen Angst venne utilizzata nei trailer del film A Scanner Darkly. La traccia Lower Your Eyelids to Die with the Sun fu utilizzata nel documentario Britney: For the Record e nel video di skateboard street Fully Flared. Asterisk venne usata nel corto pubblicitario 2011 Red Bull incentrato sullo snowboarder Travis Rice.

## Tracce
Testi e musiche di Anthony e Yann Gonzales, eccetto dove indicato.
1. Moonchild - 4:40
2. Don't Save Us from the Flames - 4:17
3. In the Cold I'm Standing - 4:10 (A. Gonzalez)
4. Farewell / Goodbye - 5:34
5. Fields, Shorelines and Hunters - 2:32 (A. Gonzalez)
6. * - 2:44 (A. Gonzalez)
7. I Guess I'm Floating - 2:01 (A. Gonzalez)
8. Teen Angst - 5:04
9. Can't Stop - 2:22 (A. Gonzalez)
10. Safe - 4:55 (A. Gonzalez)
11. Let Men Burn Stars - 1:59 (A. Gonzalez)
12. Car Chase Terror! - 3:47
13. Slight Night Shiver - 2:12 (A. Gonzalez)
14. A Guitar and a Heart - 4:48
15. Lower Your Eyelids to Die with the Sun - 10:41 (A. Gonzalez)